# Monestir d'Alquézar
El monestir d'Alquézar és un antic monestir romànic al peu d'una gran roca espadada coronada per un antic castell, origen del monestir, al municipi d'Alquézar, província d'Osca, Aragó.
Enfilat a sobre d'unes cresteries calcàries, consta d'un claustre gairebé triangular, amb capitells romànics i parets pintades amb suggestives pintures, i una església amb un famós orgue sota un bonic sostre. Al costat de la col·legiata, al punt més alt de la població es poden veure les restes de l'antic castell que va donar nom a la població (Al-Qasar, que significa «la fortalesa»). Malgrat que és d'origen musulmà, del segle ix, les restes es corresponen a la reconstrucció cristiana feta pel rei Sanç I d'Aragó i Pamplona després de conquerir l'indret el 1065. També resten alguns fragments de l'antiga església romànica del segle xi.
Fou una canonja augustiniana establerta a finals del segle xi. Està situat en una zona de transició entre Sobrarb i el Somontano, als darrers contraforts del Pirineu i drenada pel riu Vero, en una zona disputada pel bisbat d'Osca i de Roda de Ribagorça. A mitjan segle xii, després de la conquesta de Tortosa, el comte de Barcelona Ramon Berenguer IV, príncep d'Aragó, reorganitzà el territori i l'adjudicà a la diòcesi de Tortosa, a la qual va pertànyer fins al 1242, que passà definitivament a la diòcesi d'Osca. Més endavant esdevingué col·legiata i, al segle xix, església parroquial.
De la primera església romànica, consagrada el 1099 però no acabada fins al començament del segle xii, només en resta l'atri, amb interessants capitells esculpits, que actualment forma una de les ales del claustre. Aquest fou completat al segle xiii i decorat als segles xv i xvi amb pintures murals. L'església actual fou construïda entre 1525 i 1532.